# Chevrolet Montana
El Chevrolet Montana és un automòbil produït per la marca Chevrolet des de 2003. Es una camioneta que té el model tracció davantera coupé utilitari (les dues primeres generacions), crossover pickup (tercera generació) fabricat per General Motors. Produït principalment al Brasil i comercialitzat a tota l'Amèrica Llatina, el Montana de primera i segona generació també es va produir i comercialitzar a Sud-àfrica com a Opel Corsa Utility, Chevrolet Corsa Utility i Chevrolet Utility.
A Mèxic, el vehicle era conegut com Chevrolet Tornado, perquè Pontiac ja havia utilitzat el nom de Montana per a la seva oferta de minivan per a Amèrica del Nord. El disseny de la primera generació és una variació de l'Opel Corsa, mentre que la segona generació es basa en el Chevrolet Agile. El Montana de tercera generació està previst que entri en producció el 2023 com a camioneta de quatre portes més gran.